# عديل الحسناوي
عديل الحسناوي  (1989 المغرب) هو لاعب كرة قدم مغربي.